# Arlan
Az Arlan a Türkmenisztán területén fekvő Nagy-Balkan hegység legmagasabb csúcsa. Magassága 1880 méter, ez majdnem 2 kilométerrel emelkedik a tengerszintnél mélyebben fekvő, közeli Kaszpi-tenger szintje fölé. A hegy tövében található az apró Oglanli település, de nincs messze tőle a város méretű Balkanabat sem.